# Port Rashid
Port Rashid (Arabisch: ميناء راشد; mina'a rāšid), ook wel Mina Rashid genoemd, is een door de mens gemaakte commerciële haven in Dubai, Verenigde Arabische Emiraten. Vernoemd naar Sheikh Rashid bin Saeed Al Maktoum, opende de haven in 1972. De haven had destijds slechts twee portaalkranen en een capaciteit van minder dan 100.000 TEU's. In 1978 werd de haven uitgebreid met 35 extra ligplaatsen (waarvan er vijf door de op dat moment grootste containerschepen konden worden gebruikt).

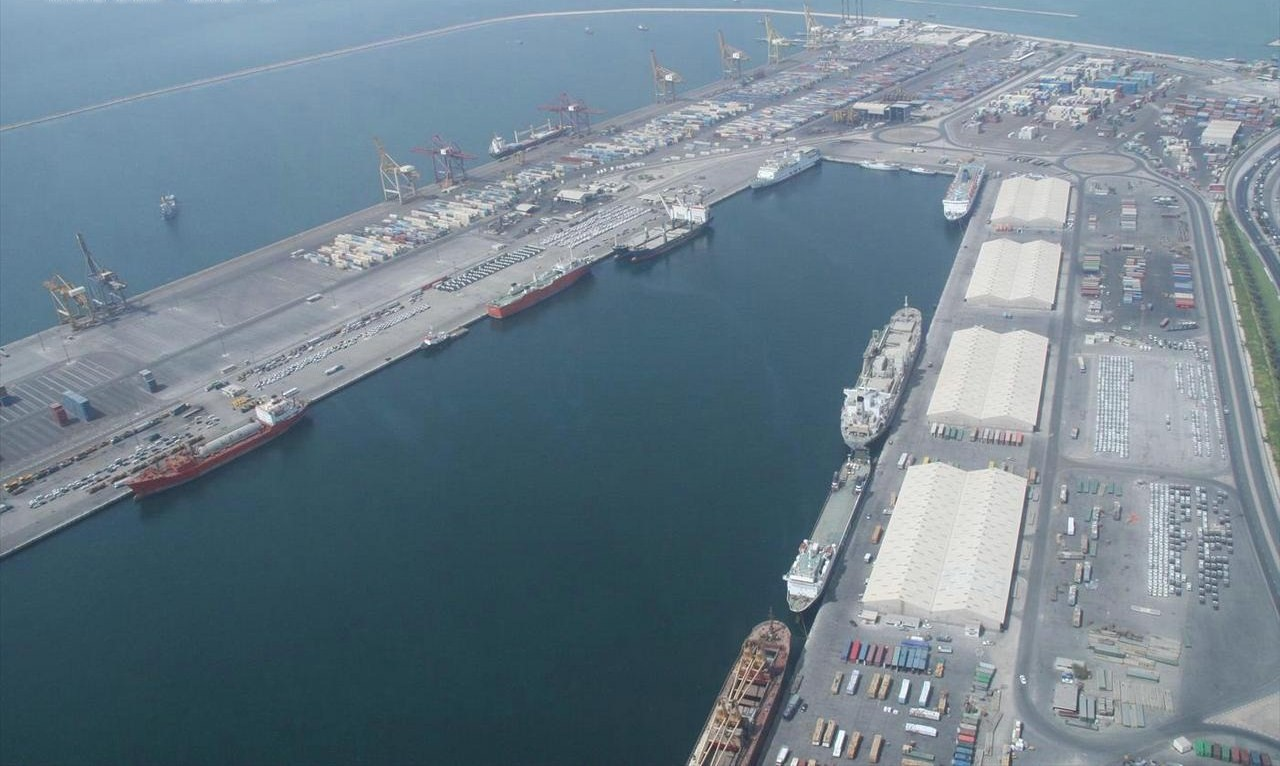
Port Rashid in 2007, voor de herontwikkeling tot voornamelijk cruiseterminal

Begin jaren tachtig werd Port Rashid aangevuld met de grote haven van Jebel Ali om aan de groeiende vraag van de scheepvaart te voldoen. Deze haven ligt verder van het commerciële centrum van Dubai, vlak bij de grens met Abu Dhabi. Ook Port Rashid groeide verder, en in 2008 had de haven een diepte van 13 meter, 9 portaalkranen en een capaciteit van 1.500.000 TEU's. Ook werden de Dubai Drydocks voor onderhoud van schepen en Dubai Maritime City voor maritieme dienstverlening gebouwd.
In januari 2008 werd aangekondigd dat de haven zou worden herontwikkeld. Alle vrachtactiviteiten zouden naar de haven van Jebel Ali verhuizen. Port Rashid ging zich profileren als cruiseterminal. De plannen werden later iets aangepast: tegenwoordig biedt Port Rashid, naast de aanlegplaatsen voor cruiseschepen, nog altijd 15 ligplaatsen voor schepen met stukgoederen en Roll-on-roll-off schepen.

## Cruiseterminals
Port Rashid is de belangrijkste bestemming voor cruisetoeristen in het Midden-Oosten, volgens peilingen van de afgelopen acht opeenvolgende jaren bij de World Travel Awards, en wint gestaag aan populariteit als toonaangevende bestemming wereldwijd.  Momenteel kan de haven zeven megacruiseschepen of 25.000 passagiers tegelijkertijd verwerken in drie naast elkaar gelegen terminals.
Één daarvan, de Hamdan bin Mohammed Cruise Terminal, is de grootste overdekte cruiseterminal ter wereld die 14.000 passagiers per dag kan verwerken. Sinds de opening in 2014 heeft alleen al deze terminal meer dan 2,3 miljoen bezoekers ontvangen. In april was het voor de 12e opeenvolgende keer de winnaar van de "Leading Cruise Terminal Award van het Midden-Oosten" op de World Travel Awards 2019, samen met WTA's prestigieuze "World's Leading Cruise Port Award" voor 11 jaar op rij sinds 2008.

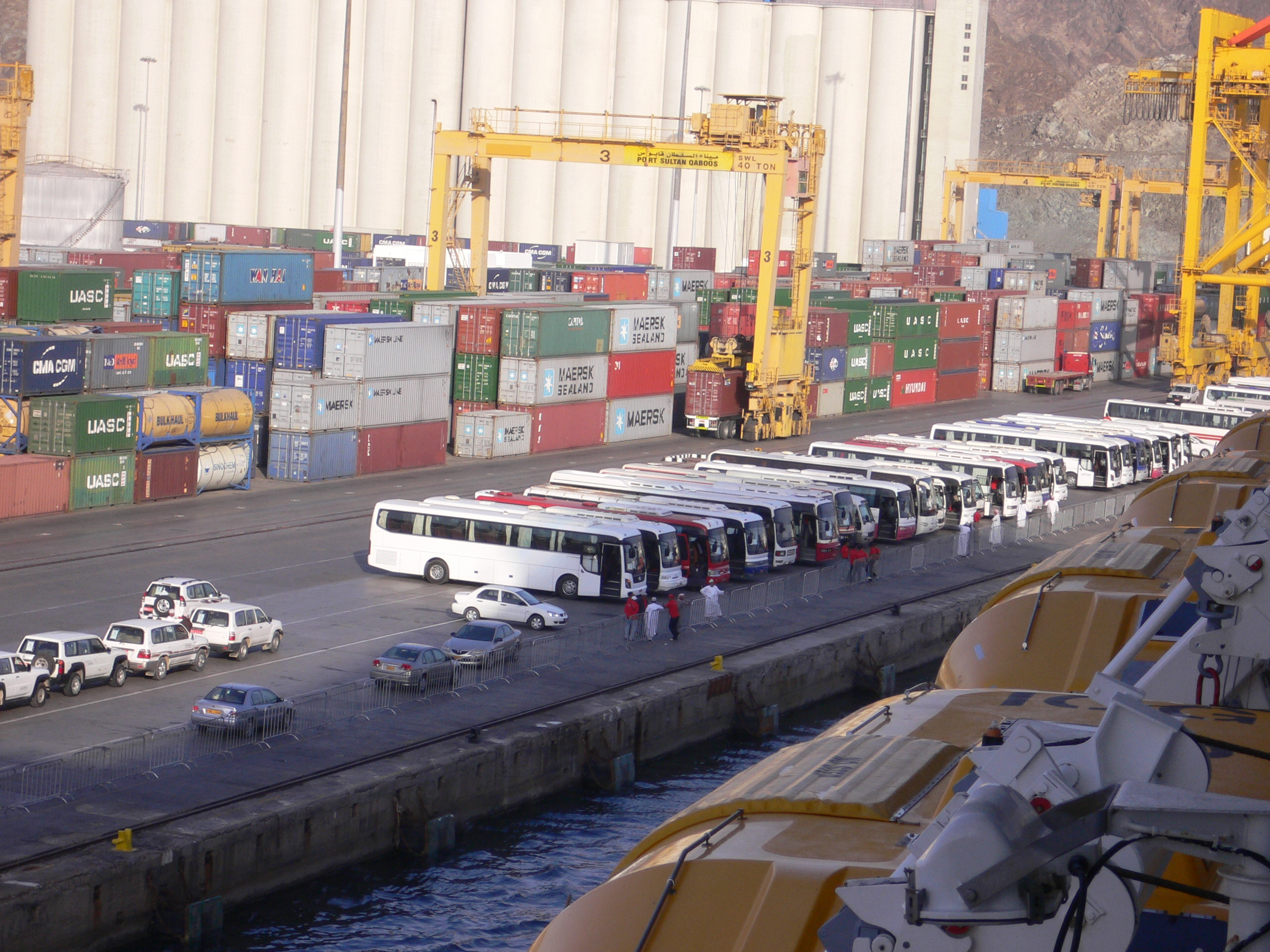
Zicht op de haven Port Rashid vanuit een cruiseschip (2012)

Dubai versterkte zijn positie als internationale cruisebestemming door het cruiseseizoen 2018/2019 af te sluiten met een recordgroei van meer dan 51 procent in het aantal cruisetoeristen en een toename van 38 procent in cruiseschepen, in vergelijking met het voorgaande seizoen. Dubai verwelkomde via de cruiseterminals in Port Rashid 846.176 bezoekers op 152 schepen tijdens het seizoen, vergeleken met 558.781 bezoekers aan boord van 110 schepen in 2017/2018. In het cruiseseizoen 2019-2020 zal Port Rashid naar verwachting meer dan 200 schepen verwelkomen, met naar schatting een miljoen passagiers die Dubai bezoeken.
Vanwege de grote vraag werkt de haven ook aan het bieden van verbeterde afmeerdiensten voor particuliere jachteigenaren die Dubai een thuis willen maken voor hun schepen.

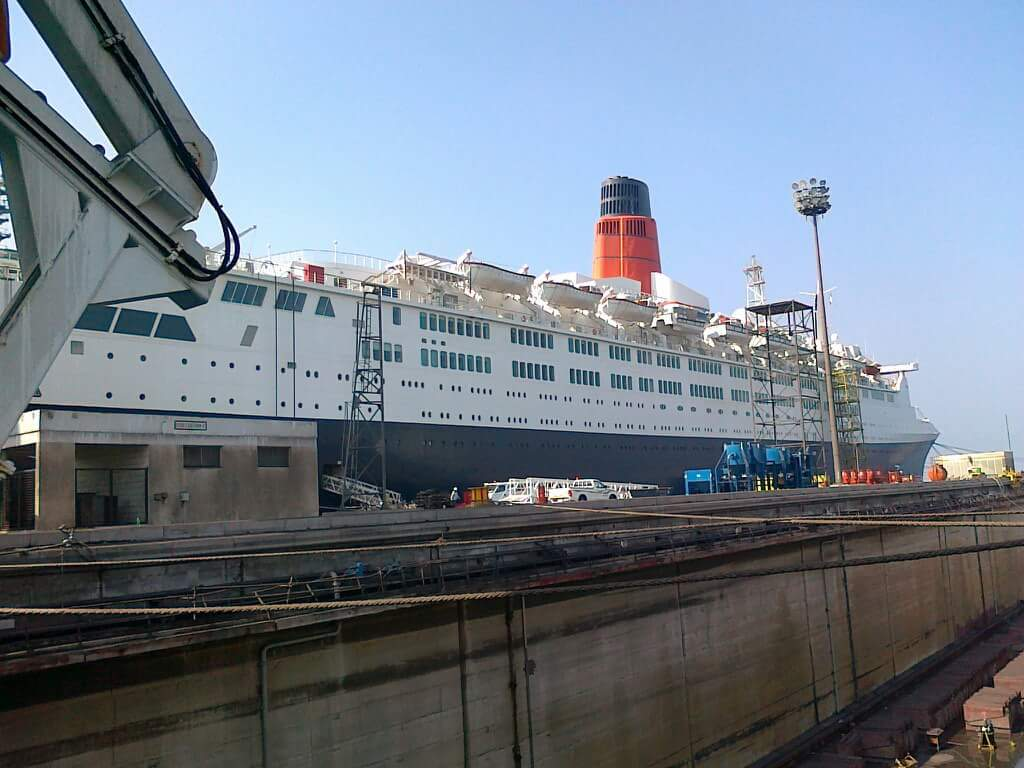
De Queen Elizabeth 2 in Port Rashid (2012)

### Queen Elizabeth 2
Port Rashid is de huidige locatie van het voormalige Cunard cruiseschip Queen Elizabeth 2. Het werd in 2008 verkocht aan een investeringsmaatschappij uit Dubai. Na enkele verbouwingen, waarvan de laatste in 2018, doet het nu dienst als luxe hotel en museum dat de 39 jaar dienst van QE2 in kaart brengt. Het schip ligt permanent aan de kade. De motoren werken niet meer en de reddingsboten zijn verwijderd. Het heeft 1000 hotelkamers. De kamers hebben donkerhouten lambrisering zoals in de jaren zestig, en sommige hebben nog de originele patrijspoorten.